# Marion Reiser
Marion Reiser (* 6. Februar 1982 in Ichenhausen, Deutschland) ist eine deutsche (Theater-)Schauspielerin.

## Leben
Marion Reiser wurde am 6. Februar 1982 im schwäbischen Ichenhausen geboren. Sie studierte Deutsche Literatur, Philosophie und Geschichte an der Humboldt-Universität in Berlin. Außerdem hat sie das Max Reinhardt Seminar in Wien 2007 im Fach Schauspiel abgeschlossen.
Theateraufführungen hatte sie u. a. schon in Wien, Graz und Linz. Einem breiteren Publikum wurde sie als „Wiebke“ in der österreichischen Serie Vier Frauen und ein Todesfall bekannt.